# كارل بلوم
كارل بلوم (بالألمانية: Carl Wilhelm August Blum)‏ (و. 1786 – 1844 م) هو ملحن، وعازف قيثارة، وممثل، ومغني، وواضع كلمات الأوبرا، وكاتِب، وشاعر، وكاتب مسرحي، من ألمانيا، ولد في برلين، توفي في برلين، عن عمر يناهز 58 عاماً.